# Columbiadoria hallii
 Columbiadoria hallii   (A.Gray) G.L.Nesom, 1991  è una specie di piante angiosperme dicotiledoni della famiglia delle Asteraceae, sottofamiglia Asteroideae,  tribù Astereae (North American lineage) e sottotribù Solidagininae.  Columbiadoria hallii è anche l'unica specie del genere  Columbiadoria G.L.Nesom, 1991.

## Etimologia
Il nome generico (Columbiadoria) deriva dall'unione di due parole: "Columbia" nome del fiume più importante del nord-ovest degli U.S.A. e "doria" un antico nome per le verghe d'oro (Solidago virgaurea). L'epiteto specifico ( hallii) è stato dato (probabilmente) in onore del collezionista botanico Elihu Hall (1822-1882).
Il nome scientifico della specie è stato definito dai botanici Asa Gray (1810-1888) e Guy L. Nesom (1945-) nella pubblicazione " Phytologia; Designed to Expedite Botanical Publication. New York" ( Phytologia 71(3): 249) del 1991. Il nome scientifico del genere è stato definito nella stessa pubblicazione.

## Descrizione
Portamento. La specie di questa voce ha un habitus di tipo subarbustivo).
Fusto. La parte aerea è ascendente, semplice o strettamente ramosa (i rami sono rigorosamente eretti), con base legnosa. La parte sotterranea è un robusto fittone. Altezza media: 30 - 60 cm.
Foglie. Le foglie si dividono in basali e cauline; sono disposte in modo alternato e sessile. La lamina è semplice, margini interi (talvolta è seghettati) con forme oblanceolate (quelle cauline sono progressivamente ridotte distalmente). La superficie può essere priva di ghiandole o punteggiata da ghiandole non resinose; la pubescenza è sparsamente scabrosa-ispida. Quelle basali non sono persistenti.
Infiorescenza. Le sinflorescenze sono composte da 5 - 15 capolini raccolti in formazioni corimbose o racemose. Le infiorescenze vere e proprie sono composte da un capolino terminale lungamente peduncolato di tipo radiato con fiori eterogami. I capolini sono formati da un involucro, con forme cilindriche-turbinate, composto da 35 - 40 brattee, al cui interno un ricettacolo fa da base ai fiori di due tipi: fiori del raggio e fiori del disco. Le brattee, piatte e indurite alla base, con forme lanceolate e a consistenza erbacea nella parte apicale, sono disposte in modo più o meno embricato su 5 - 6 serie. Il ricettacolo, liscio, è privo di pagliette a protezione alla base dei fiori; la forma è piatta. Dimensione degli involucri: 8 - 11 x 5 - 6 mm.
Fiori.  I fiori sono tetra-ciclici (formati cioè da 4 verticilli: calice – corolla – androceo – gineceo) e pentameri (calice e corolla formati da 5 elementi). Si distinguono in:
- fiori del raggio (esterni): sono da 5 a 8 per capolino, femminili e sono disposti su una sola serie; la forma è ligulata (zigomorfa);
- fiori del disco (centrali): sono più numerosi (da 15 a 25) con forme brevemente tubulose (attinomorfe); sono ermafroditi.

- Formula fiorale:

*/x K {\displaystyle \infty }, [C (5), A (5)], G 2 (infero), achenio
- Calice: i sepali del calice sono ridotti ad una coroncina di squame.

- Corolla: 
  - fiori del raggio: la forma della corolla alla base è più o meno tubulosa, mentre all'apice è ligulata più o meno contorta; la ligula può terminare con alcuni denti; il colore è giallo;
  - fiori del disco: la forma è strettamente imbutiforme-tubulare bruscamente divaricata in 5 lobi; i lobi, eretti, hanno una forma deltata; il colore è giallo o giallo-forte.

- Androceo: l'androceo è formato da 5 stami sorretti da filamenti generalmente liberi; gli stami sono connati e formano un manicotto circondante lo stilo; le teche (produttrici del polline) alla base sono troncate e sono lievemente auricolate (molto raramente sono speronate o hanno una coda); le appendici apicali delle antere hanno delle forme piatte e lanceolate; il tessuto endoteciale (rivestimento interno dell'antera) è quasi sempre polarizzato (con due superfici distinte: una verso l'esterno e una verso l'interno). Il polline è sferico con un diametro medio di circa 25 micron;  è tricolporato (con tre aperture sia di tipo a fessura che tipo isodiametrica o poro) ed è echinato (con punte sporgenti).[11][13]

- Gineceo: l'ovario è infero uniloculare formato da 2 carpelli.[7] Lo stilo (il recettore del polline) è profondamente bifido (con due stigmi divergenti, molto lunghi) e con le linee stigmatiche marginali separate.[14] I due bracci dello stilo sono lineati-lanceolati e papillosi distalmente.

Frutti. I frutti sono degli acheni con pappo; 
- achenio: gli acheni, con forme strettamente oblunghe, leggermente compressi, e superficie liscia, hanno 8 nervature longitudinali e sono moderatamente strigosi; dimensione degli acheni: 4 - 5 mm;
- pappo: il pappo è formato da una serie di 40 - 50 setole marrone chiaro, barbate, persistenti con apici attenuati.

## Biologia
Impollinazione: tramite insetti (impollinazione entomogama tramite farfalle diurne e notturne).

Riproduzione: la fecondazione avviene fondamentalmente tramite l'impollinazione dei fiori.

Dispersione: i semi cadono a terra e vengono dispersi soprattutto da insetti come formiche (disseminazione mirmecoria). Un altro tipo di dispersione è zoocoria: gli uncini delle brattee dell'involucro (se presenti) si agganciano ai peli degli animali di passaggio che portano così i semi anche su lunghe distanze. Inoltre per merito del pappo il vento può trasportare i semi anche per alcuni chilometri (disseminazione anemocora).

## Distribuzione e habitat
La specie di questa voce è distribuita negli stati di Oregon e Washington. La fioritura di questa pianta avviene in agosto-ottobre. L'habitat preferito sono le scogliere, gli anfratti asciutti e aperti su pendii leggermente boscosi. Altitudine media: 50 – 1.200 metri.

## Sistematica
La famiglia di appartenenza di questa voce (Asteraceae o Compositae, nomen conservandum) probabilmente originaria del Sud America, è la più numerosa del mondo vegetale, comprende oltre 23.000 specie distribuite su 1.535 generi, oppure 22.750 specie e 1.530 generi secondo altre fonti (una delle checklist più aggiornata elenca fino a 1.679 generi). La famiglia attualmente (2021) è divisa in 16 sottofamiglie; la sottofamiglia Asteroideae è una di queste e rappresenta l'evoluzione più recente di tutta la famiglia.

### Filogenesi
La tribù Astereae (una delle 21 tribù della sottofamiglia Asteroideae) comprende circa 40 sottotribù. In base alle ultime ricerche nella tribù sono stati individuati (provvisoriamente) 5 principali lignaggi:
- Basal grade: include alcuni generi isolati, il gruppo "South American-Oceania",  alcune sottotribù africane e il gruppo dei generi legnosi del Madagascar.
- Bellis lineage: comprende le sottotribù eurasiatiche e una sottotribù africana.
- Aster lineage: include i generi asiatici di Asterinae e i principali gruppi dell'Australia e dell'Oceania.
- Baccharis lineage: include alcuni gruppi sudamericani.
- North American lineage: include la vasta gamma di sottotribù del Nordamerica, Messico e alcuni gruppi distribuiti nel Sudamerica.

Il genere  Columbiadoria (insieme alla sottotribù Pentachaetinae) è incluso nel lignaggio "North American lineage". La sottotribù attualmente è divisa in 6 gruppi informali. Il genere di questa voce appartiene al "Unresolved genera" insieme al genere Eastwoodia Brandeg. Columbiadoria hallii è vicina alla specie Petradoria pumila (Nutt.) Greene, sebbene sia priva delle caratteristiche foglie lineari-lanceolate con nervature parallele di quest'ultima.
I caratteri distintivi della specie  Columbiadoria hallii sono:
- le foglie sono prive di venature con lamina oblanceolata;
- le infiorescenze sono racemose o debolmente corimbose;
- i fiori del disco sono ermafroditi;
- le setole del pappo sono disposte su una sola serie.

### Sinonimi
Sono elencati alcuni sinonimi per questa entità:
- Haplopappus hallii  A.Gray
- Pyrrocoma hallii  (A.Gray) Howell
- Aster howellii  Kuntze
- Hesperodoria hallii  Greene
- Hoorebekia hallii  Piper